# Coq au vin jaune
Pour un article plus général, voir Coq au vin.
Le coq au vin jaune et aux morilles est une recette de cuisine emblématique traditionnelle de fête de la cuisine franc-comtoise, variante du coq au vin avec coq de Bresse, morilles, et vin jaune.

## Ingrédients
Cette recette de cuisine se réalise avec un coq, ou une poularde, des morilles, du beurre, de la farine, de la crème fraîche, et du vin jaune.

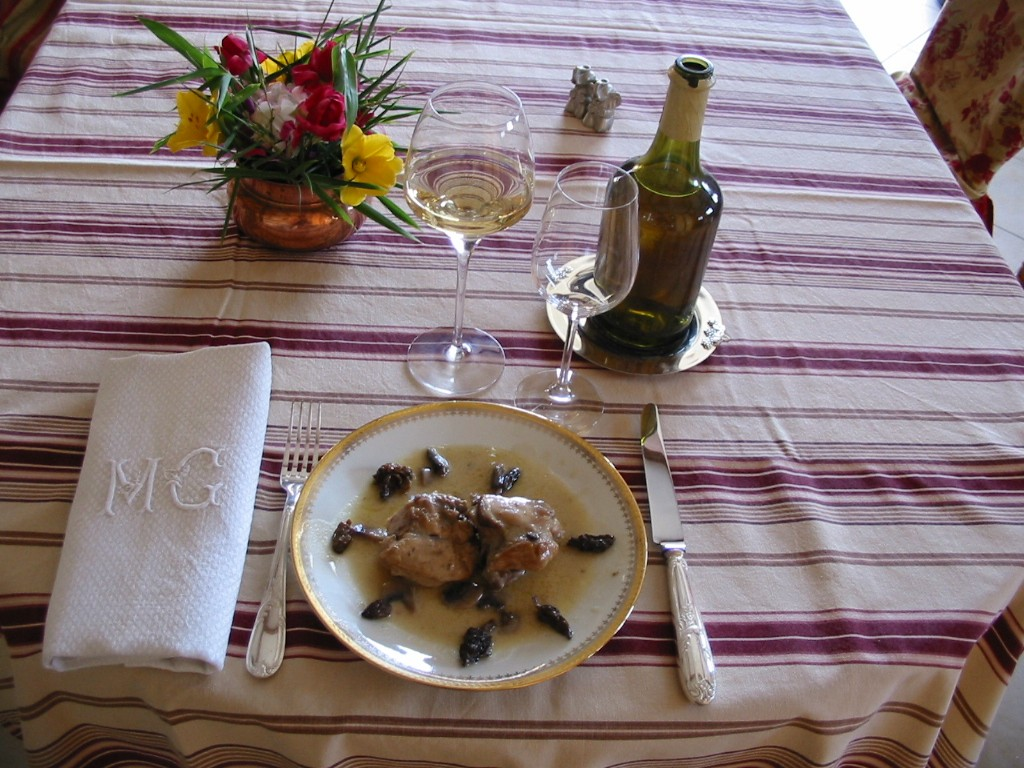
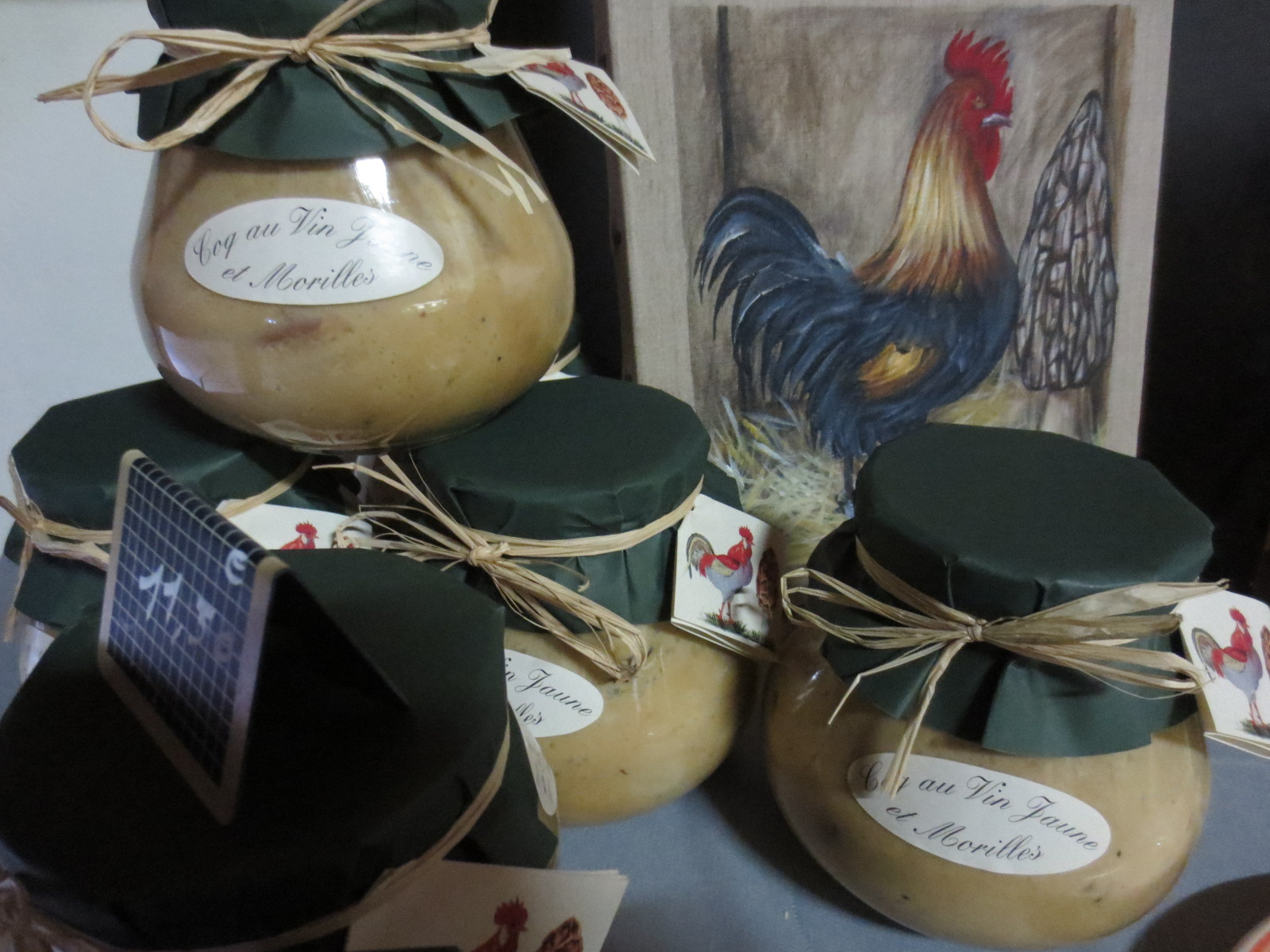
Coq au vin jaune.
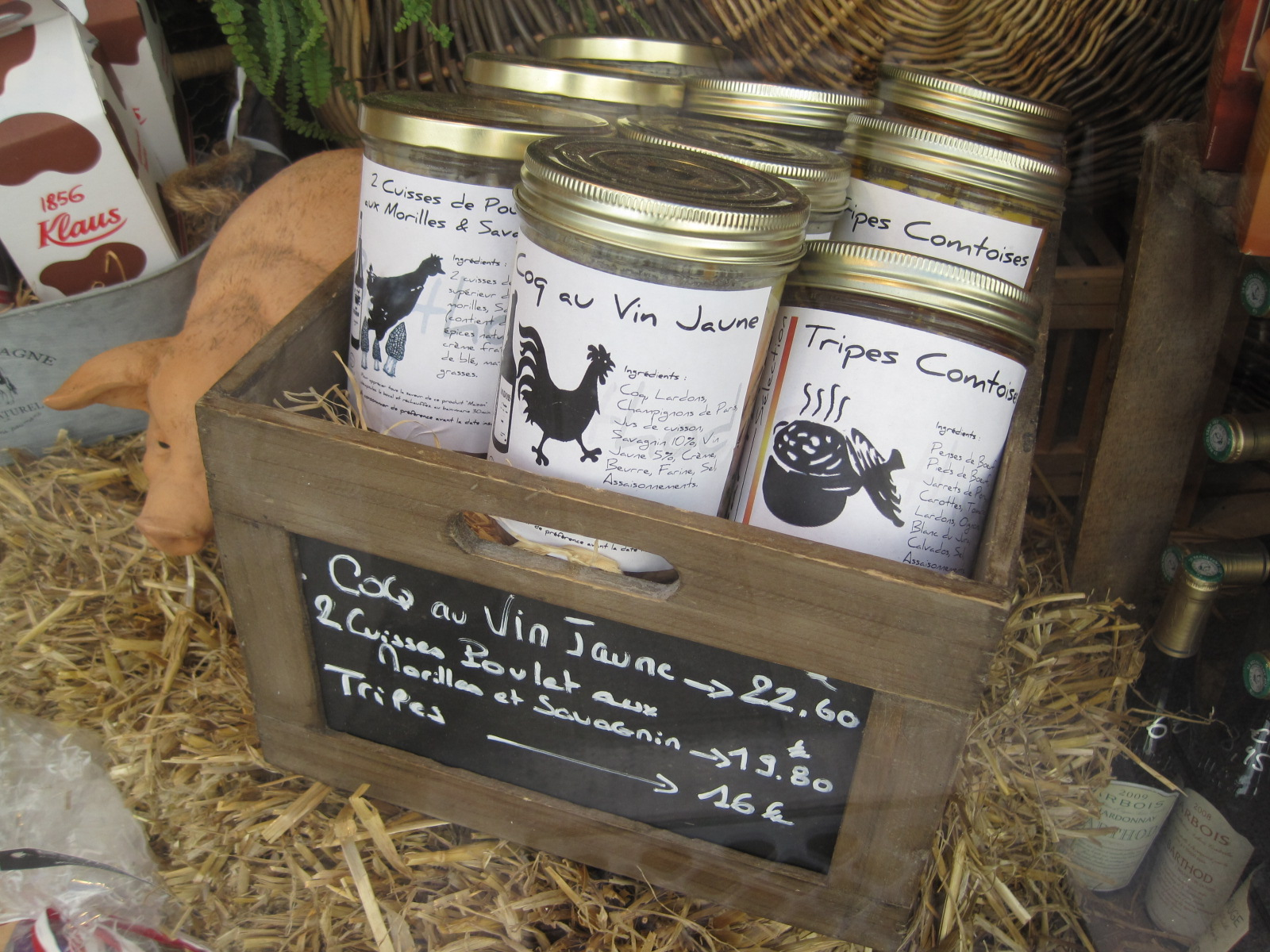
Poulet, coq et tripes comtoises.
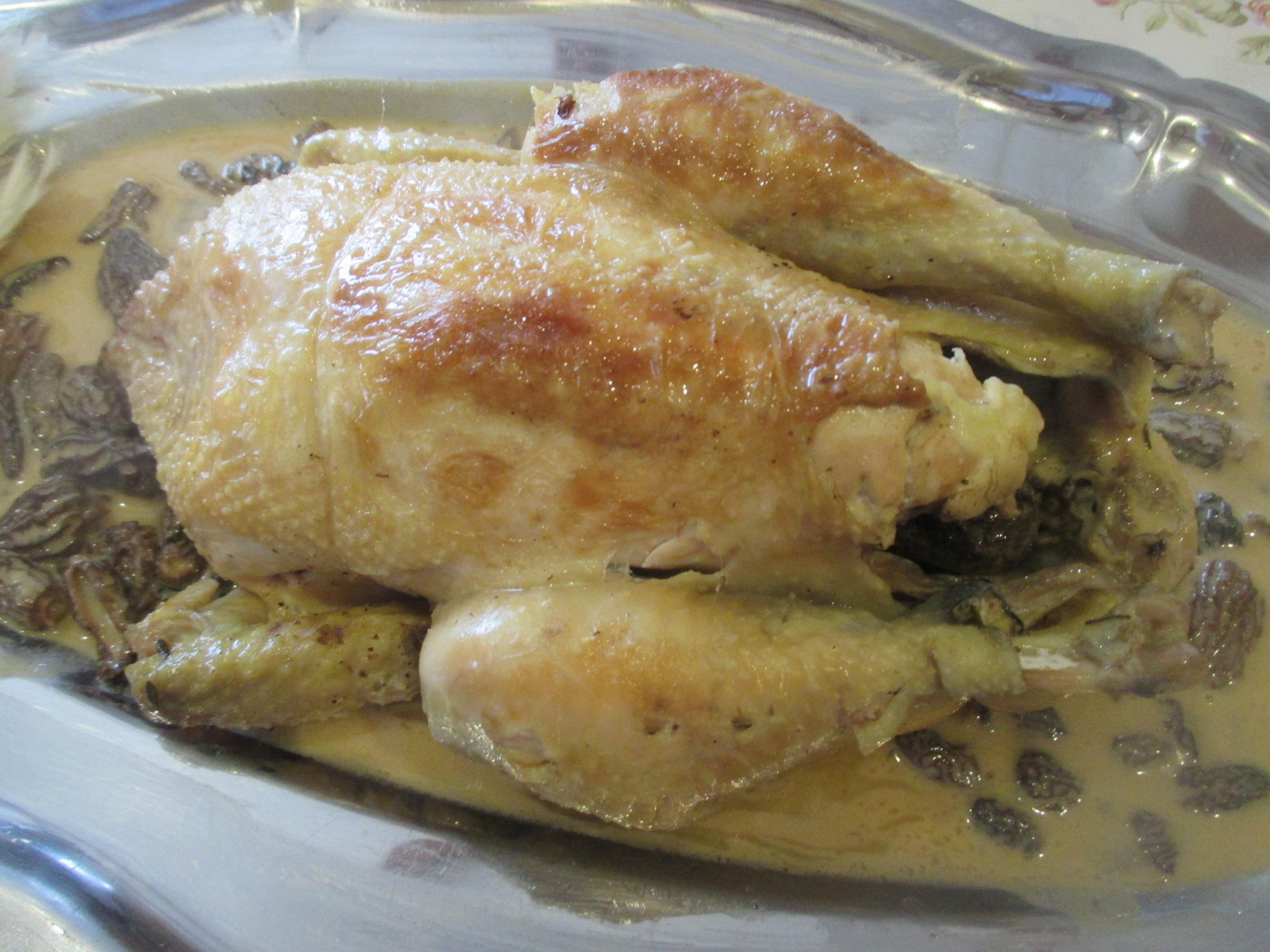
Poularde aux morilles (variante).

## Accord mets/vin
Le coq au vin jaune est un des fleurons de la cuisine franc-comtoise, et s'accorde traditionnellement avec les plus puissants des vins blancs du vignoble du Jura : savagnin, vin jaune, ou Château-chalon (AOC).